# Club Atlético y Biblioteca Newell's Old Boys
El Club Atlético y Biblioteca Newell's Old Boys es una institución deportiva y cultural de la localidad de Laguna Larga, provincia de Córdoba, Argentina. Recibe su nombre en honor al Club Atlético Newell's Old Boys de la ciudad de Rosario.
Su actividad principal es el fútbol y se desempeña en la categoría “A” de la Liga Independiente de Fútbol. Cuenta además con varias actividades deportivas adicionales, como ser baloncesto, bochas y natación.
De este club surgió el jugador Juan Pablo Avendaño. También pasaron por el conjunto Abel Soriano y Paulo Dybala, entre otros tantos.
Su sede y estadio deportivo se encuentran ubicados en la localidad de Laguna Larga. Su estadio de fútbol se denomina Estadio Juan E. Verdichio y tiene capacidad para 5000 espectadores.
Los colores que la identifican son el rojo y el negro, ubicándose en su escudo y bandera en dos mitades verticales. Sus apodos son: «la biblioteca», «el rojinegro» y «la lepra».
Comenzó su actividad futbolística en 1955, siendo parte de la Liga Independiente de Fútbol. El 5 de agosto de 2001 se consagra por primera vez campeón; el 2 de diciembre de dicho año repite el logro, obteniendo así el bicampeonato.

## Historia

### Fundación (1945)
En el año 1945, en la localidad de Laguna Larga, existían los llamados equipos barriales, que disputaban partidos entre sí. Entre ellos, Estudiantes y Chacarita se unieron para formar una nueva institución que le diera cabida al deporte en la localidad.
Es así que en aquel año, Dante Bonetto y Hugo Pipino, enviaron cartas solicitando camisetas a todos los clubes de Primera división argentina. Finalmente, gracias a la colaboración de un viajante rosarino y la insistencia de los futbolistas locales, llegó desde el Club Atlético Newell's Old Boys de Rosario la primera adhesión al emprendimiento, junto con un equipo de camisetas y pantalones.
El Club Atlético y Biblioteca Newell's Old Boys toma su nombre del Club Atlético Newell's Old Boys, considerado su club «padre». Esto es en gratitud por la mencionada colaboración del club rosarino al proveer los primeros juegos de camisetas y pantalones para el club cordobés. Es por ello que también tomaría sus colores como propios, resultando basada su indumentaria deportiva en dos colores: el rojo y el negro.

### Surgimiento del fútbol (1946)
En 1946, y gracias a la donación de un terreno que era utilizado como cortadero de ladrillos, el club pasó a tener cancha propia. Enseguida comenzaron a surgir las propuestas de viajes a pueblos aledaños, y poco a poco las gente de Laguna Larga, se iba sumando al club y colaborando con él.

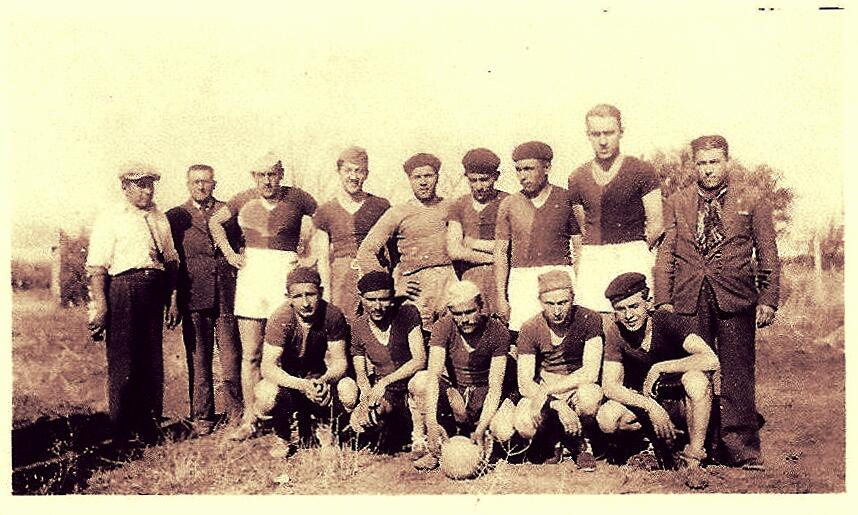
Equipo Pionero.

Rápidamente surgió el primer equipo conformado por: J. Vázquez, M. Bonetto, R. Fernández, M. Grasso, D. Bonetto, J. Ledezma, J. González, M. Viglianco, D. Vega, L. Contreras, B. Colazo, J. Morra, A. Mezzano y R. Scalerandi.
Durante los primeros años, el club comenzó a competir con localidades vecinas tales como Villa del Rosario y Río Segundo, pero el mismo no poseía una Comisión Directiva, ni una oficialización institucional. Contaba solo con un grupo de delegados, a saber: M. Bonetto, R. Rebuffo y D. Vega.

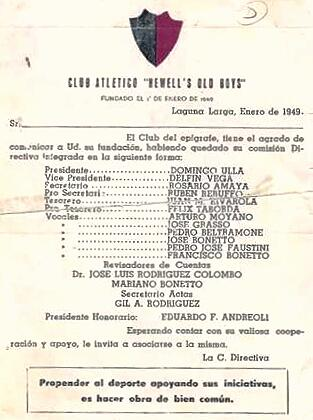
Primera Comisión de NOB de Laguna Larga.

### 1º Comisión Directiva (1949)
El 1 de enero de 1949, el club constituye su primera Comisión Directiva, conformada de la siguiente manera:
- Presidente: D. Ulla
- Vicepresidente: D. Vega
- Secretario: R. Amaya
- Pro-Secretario: R. Rebuffo
- Tesorero: J. Rivarola
- Pro-Tesorero: F. Taborda
- Vocales: A. Moyano, J. Grasso, P. Beltramone, J. Bonetto, P. Faustini y F. Bonetto
- Revisadores de cuentas: J. Rodríguez y M. Bonetto
- Secretario de actas: G. Rodríguez
- Presidente honorario: E. Andreoli

### Acta N.º1 (1954)

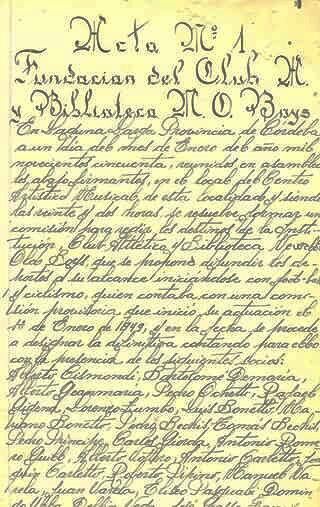
Primer Acta

Si bien esta fue la primera Comisión Directiva, el club no formalizó su situación hasta el año 1954, lo cual consta en su Acta N.º 1:

"En Laguna Larga, a treinta y un días del mes de enero del año 1954, y siendo las 10 horas, el Vicepresidente en ejercicio Don Félix Taborda, da por iniciada la Asamblea General Ordinaria de esta institución, Club Atlético y Biblioteca Newell's Old Boys, para tratar la siguiente orden del día: lectura acta anterior, memoria y balance período que termina, aumento de cuota de socios y proclamación de la nueva Comisión Directiva."

A continuación se procedió a llamar a los socios presentes para firmar la asistencia que consta al margen de la presente, en número de noventa y cuatro socios. Luego se estudió la forma de la votación de la nueva Comisión. Se invitó a los asambleístas a emitir su voto que luego de haberlo hecho en casi su totalidad, se procedió a proclamar a la lista mayor votada:
- Presidente: P. Príncipe
- Vicepresidente: J. Pipino
- Secretario: J. Verdichio
- Pro-Secretario: J. Luna
- Tesorero: J. A. Romero
- Pro-Tesorero: F. Taborda
- Vocales: E. Otero, A. Mare, M. Otero y C. Sacilotto
- Revisadores de cuentas: C. Villalba, J. Carletto y L. Suárez

### Liga Independiente de Fútbol (1955)
En febrero de 1955 se forma la primera subcomisión de fútbol, y por iniciativa de Juan Verdichio, en marzo de 1955, se crea la Liga Independiente de Fútbol, la cual pasó a centrar a los clubes zonales, y su sede, fue la ciudad de Oncativo, por tener esta mayor cantidad de instituciones deportivas.

### Reformas (1962-1990)

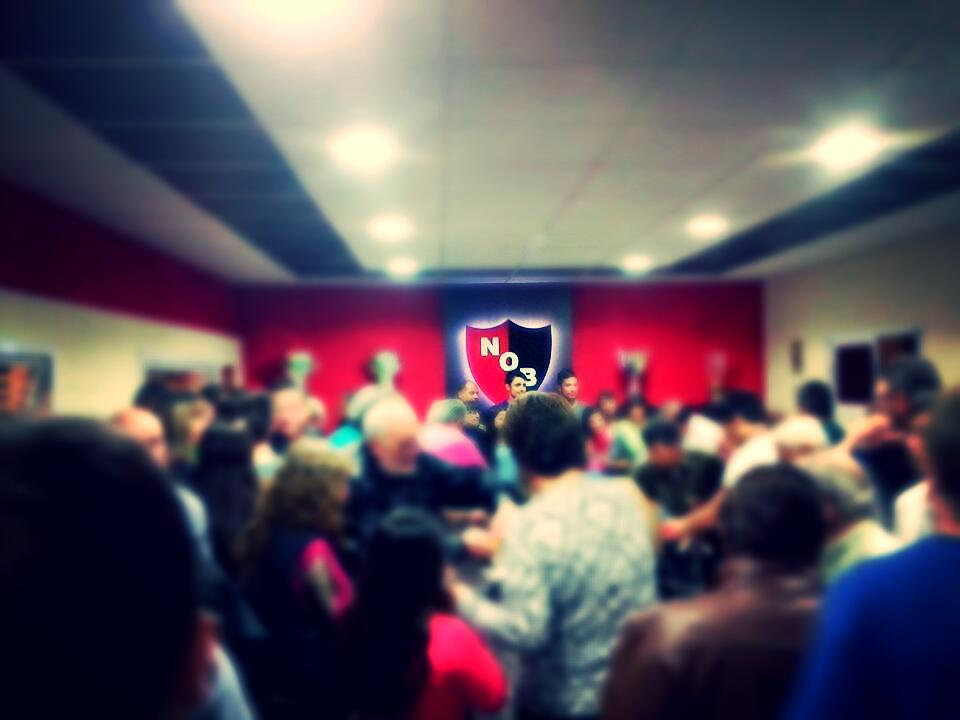
Nueva Secretaria del Club.

En los años subsiguientes se constituyeron un gran número de reformas, siendo las más destacadas la construcción de los vestuarios.
En 1962 se construyeron en el predio del club las dos canchas de bochas techadas. En 1967 se formó la Peña Martín Fierro, quien se encargó de la construcción de la pista bailable. Posteriormente, en 1968, se inaugura el quincho del club, y ya en 1969, se inauguró la primera pileta de natación de la región, bautizada con el nombre de Cristóbal Albornoz.
En 1976 se inicia la obra del salón social y polideportivo, con las siguientes comodidades: 1100 m2 cubiertos, escenario móvil, buffet, depósito, cocina, baños. En 1985 se adquiere un predio contiguo a la institución, de 110 x 110 m, lugar donde se haya emplazado el nuevo estadio de fútbol denominado Estadio Juan E. Verdichio, en homenaje a quien fuera Presidente del club.
En abril del 2006 con el nombre de Presidente Dr. Enrique Boldú, queda habilitado los palcos y la tribuna lateral de la Av. San Martín para 700 espectadores.
El 29 de agosto del 2015 la comisión directiva de turno, deja inaugurada la nueva secretaria "Etmer Hugo Bonetto".

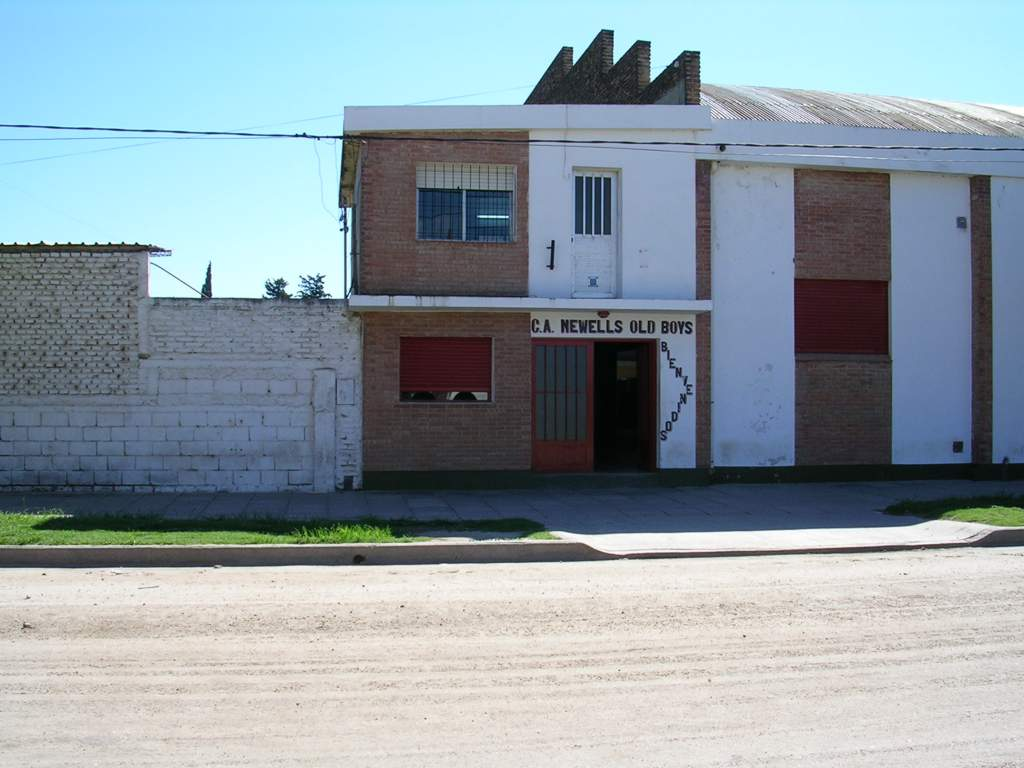
Fachada del club

### Logros futbolísticos (1990-presente)

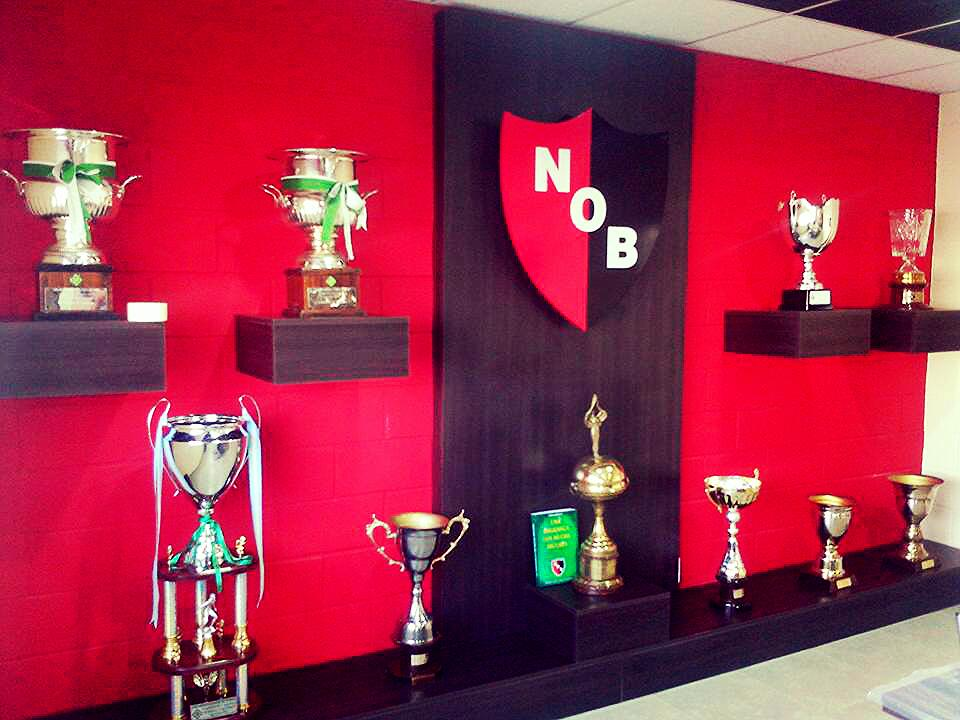
Vitrina con Trofeos obtenidos por el Club.

En el año 1993 se dio un hecho trascendente para la localidad: la visita a Laguna Larga, más precisamente al club, de Diego Armando Maradona. Esto ocurrió el día 21 de noviembre, junto con la visita del Club Atlético Newell's Old Boys, equipo rosarino que le dio el nombre a la institución local.
En el año 1994 el club se consagró subcampeón del Torneo Clausura, enfrentando en la final a Central de Río Segundo. En 2001, el 5 de agosto, se consagra por primera vez campeón, derrotando a Vélez de Oliva por 3:0. El 2 de diciembre el club repite el logro, obteniendo así el bicampeonato.
Desde ese entonces, volvería a consagrarse campeón en seis oportunidades más, totalizando a 2016 ocho campeonatos de Liga Independiente de Fútbol obtenidos. 

## Presidentes
| Presidente        | Años      |
| ----------------- | --------- |
| Domingo Ulla      | 1949-1952 |
| Pedro Príncipe    | 1952-1953 |
| Juan Robiglio     | 1953-1953 |
| Juan Rivarola     | 1953-1954 |
| Pedro Príncipe    | 1954-1957 |
| Juan Verdichio    | 1957-1962 |
| Mario Taborda     | 1962-1964 |
| Pablo Valinotti   | 1964-1966 |
| Juan Verdichio    | 1966-1973 |
| Elvio Vottero     | 1973-1974 |
| José Santillán    | 1974-1974 |
| Federico Millicay | 1974-1975 |
| Héctor Geremía    | 1976-1978 |

| Presidente          | Años          |
| ------------------- | ------------- |
| Juan Verdichio      | 1978-1980     |
| Roberto Boldú       | 1980-1986     |
| Eduardo Buffa       | 1986-1988     |
| Carlos González     | 1988-1990     |
| Roberto Boldú       | 1991-1992     |
| Hugo Fancinelli     | 1993-1994     |
| Luis Bulla          | 1994-1996     |
| Carlos González     | 1996-1997     |
| Raúl Bulla          | 1997-2001     |
| Luis Bustos         | 2001-2002     |
| Rubén Faraoni       | 2002-2004     |
| Domingo Bracaglioli | 2004-2007     |
| Rubén Faraoni       | 2007-2014     |
| Sergio G. Cortes    | 2016-presente |

## Uniforme
El Uniforme titular del Club Atlético y Biblioteca Newell's Old Boys toma como base para su diseño los colores del Club Atlético Newell's Old Boys de la ciudad de Rosario.
- Uniforme titular: camiseta con dos mitades verticales (rojo a la derecha y negro a la izquierda), pantalón negro y medias negras con detalles en rojo.

- Uniforme alternativo: camiseta, pantalón y medias de color blanco, con detalles menores en rojo y negro.

## Hinchada
La hinchada del Club Atlético y Biblioteca Newell's Old Boys se identifica por varios apodos, entre los que destacan:

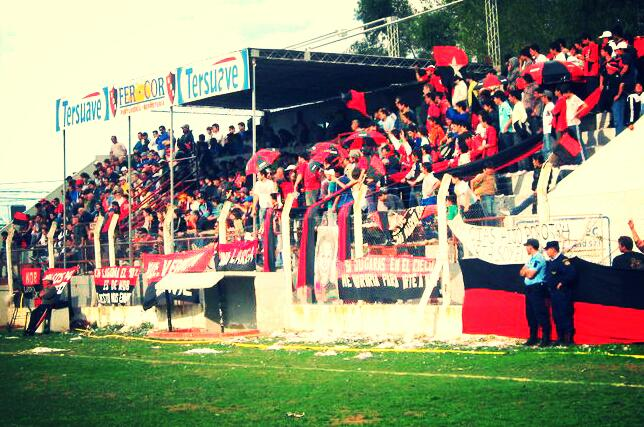
Tribuna Lateral a espaldas de la AV. San Martín.

- «Leprosos»: apodo tomado de su club «padre», el Club Atlético Newell's Old Boys. El mismo se originó en la ciudad de Rosario a principios del siglo XX, cuando el club fue invitado a participar de un encuentro a beneficio de enfermos de lepra.[3] Años más tarde, el Club Atlético y Biblioteca Newell's Old Boys adquiriría este apodo y lo utilizaría también como propio.[2]

- «Rojinegros»: apodo derivado pura y exclusivamente de los colores de la indumentaria del club, la cual tiene su origen en la ya mencionada década del 40 cuando un viajante rosarino llegó desde el Club Atlético Newell's Old Boys de Rosario con un equipo de camisetas y pantalones de aquel club.[1]

También es habitual identificar al club cordobés bajo el apodo de «Biblioteca», el cual es simplemente una apócope de su nombre completo.

## Estadio

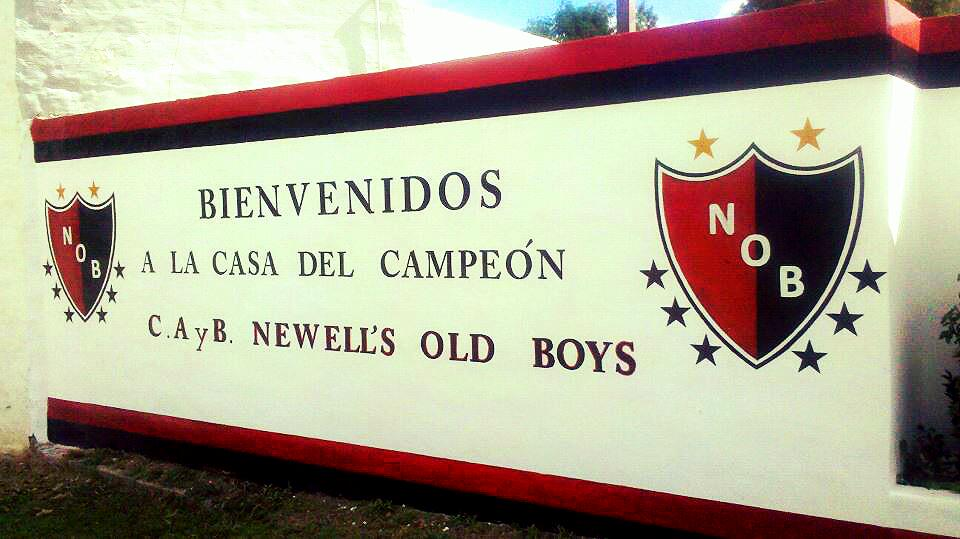
Mural de Bienvenida.

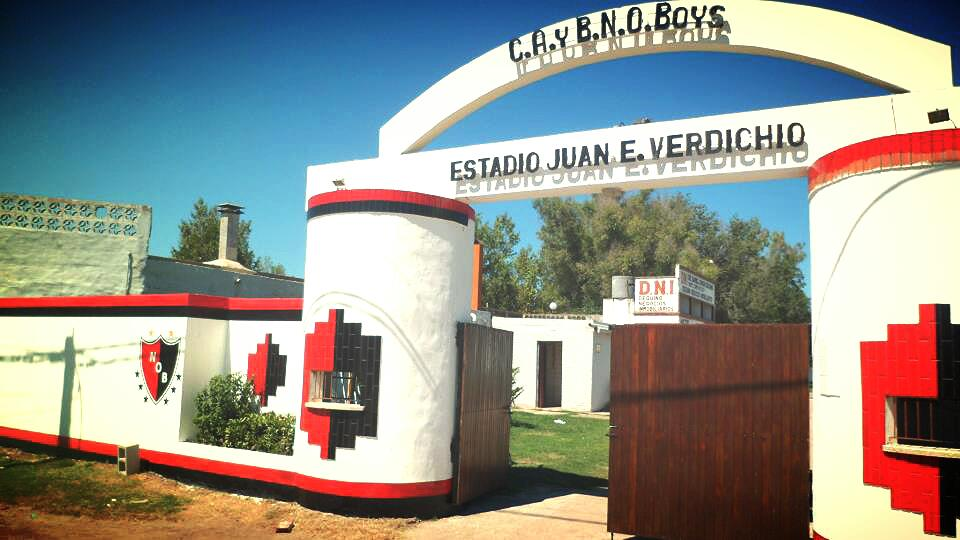
Portón Estadio "Juan E. Verdichio"

El Estadio Juan E. Verdichio se encuentra ubicado en la localidad de Laguna Larga. En él se desarrollan los partidos de fútbol que el Club Atlético y Biblioteca Newell's Old Boys disputa en condición de local.
Fue inaugurado en 1985 en un predio contiguo a la institución, y nombrado a en honor a Juan E. Verdichio, quien fuera Presidente del club. Sus dimensiones son de 110 x 110 m, y posee una capacidad para albergar a 5000 espectadores.
A mediados de 2009, se inauguró un complejo deportivo.

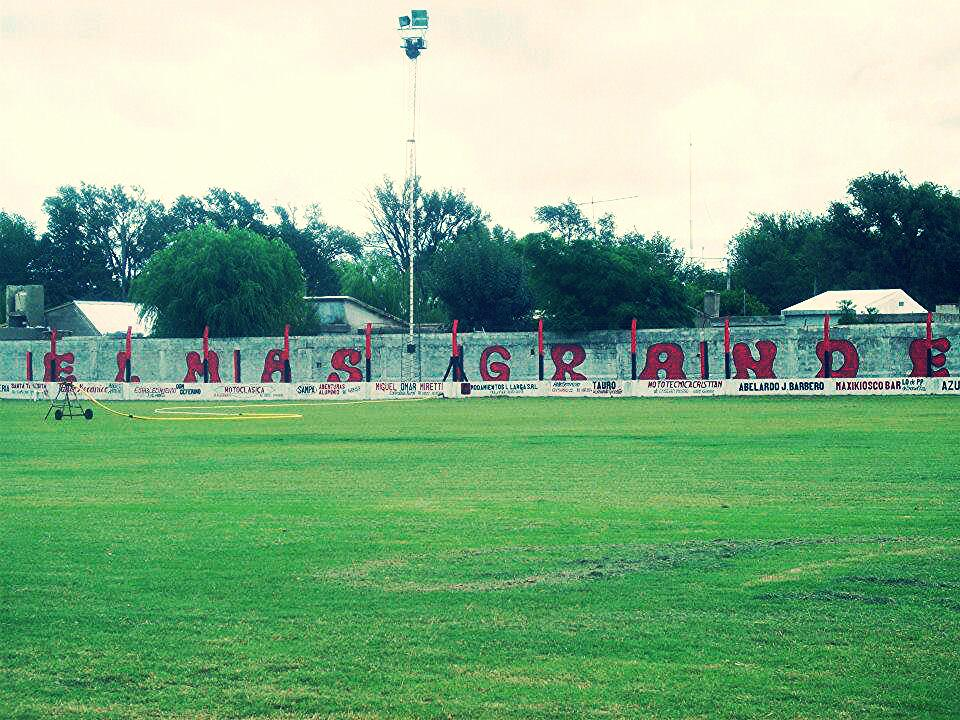
Interior del "Juan E. Verdichio"

## Fútbol
El Club Atlético y Biblioteca Newell’s Old se desempeña en la categoría “A” de la Liga Independiente de Fútbol, la cual surgió en marzo de 1955, por iniciativa de Juan Verdichio.
En el año 1994 el club se consagró subcampeón del Torneo Clausura, enfrentando en la final a Central de Río Segundo. En 2001, el 5 de agosto, se consagra por primera vez campeón, derrotando a Vélez de Oliva por 3:0. El 2 de diciembre el club repite el logro, obteniendo así el bicampeonato.
Desde ese entonces, volvería a consagrarse campeón en cinco oportunidades más, totalizando a 2008 siete campeonatos de Liga Independiente de Fútbol obtenidos.

### Divisiones inferiores
En 1974 el club obtiene su primer campeonato de inferiores: el Torneo Provincial Evita, a manos del equipo de infantiles. De allí en más el club logró obtener varios campeonatos más.
Cuenta también con el hecho de que dos de los integrantes de la Selección sub-15, campeón provincial 1994, fueron futbolistas del club.

## Polideportivo

### Baloncesto
En cuanto a deportes ajenos al fútbol, el baloncesto surge en 1988. Con el apoyo de ex baloncestistas veteranos, se organiza un campeonato cuyo ingreso sería el cimiento para esta nueva iniciativa.
El primer entrenador en esta área fue Daniel Giraudo. En 1989 el club se inscribe en la Liga Masculina de Oliva y en la Liga Femenina de Baloncesto de la Provincia. Durante esos años se compitió con localidades como Oliva, James Craik y Río Segundo, entre otras. En los cinco años posteriores, cuatro divisiones fueron campeones.
El Campeonato Argentino de Baloncesto Infantil de Laguna Larga tuvo su mejor concesión de proyectos y viajes en la década de 1980. Es importante destacar, que hasta la actualidad, el club fue representado por 5 baloncestistas en la Selección Cordobesa y 7 en la Selección Provincial. En 1991 se lleva a cabo en el club el Campeonato Argentino Infantil de Baloncesto Femenino, por determinación de FEBRA, con la participación de 7 provincias. El club para entonces instala un tablero electrónico, y adecua la cancha a las medidas reglamentarias.
En 2003 un equipo de la categoría cadetes quedó en el segundo puesto de la copa La Voz del Interior (campeonato a nivel provincial) al perder en los últimos segundos en la final contra Instituto de Córdoba. Al año siguiente, 2004, el mismo equipo pero con nuevos refuerzos se toma revancha del año anterior y se corona campeón provincial en la categoría cadetes.

### Bochas

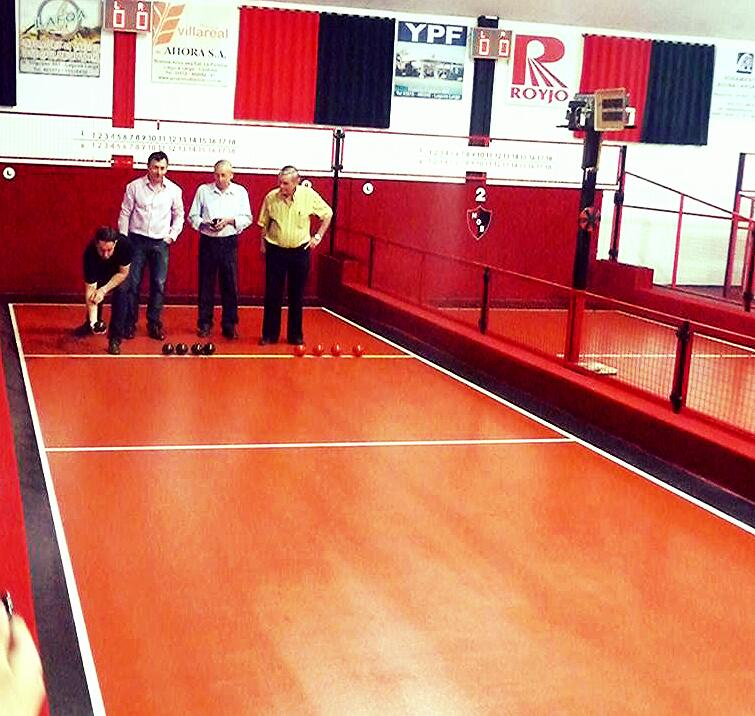
Estadio de Bochas Sintético, NOB Laguna Larga.

Uno de los deportes que también tuvo gran influencia en la vida institucional fue la práctica de bochas, cuya primera Comisión fue presidida por Antonio Perussia. Es de destacar que los miembros de esa comisión participaron en la formación de la Asociación Independiente de Bochas.
En 1962 fueron marcadas las canchas originales y construido el piso. En 1988 el club participa en los campeonatos oficiales de la Federación de Bochas de Córdoba Capital. Actualmente, la práctica de bochas se sigue ejerciendo y los aficionados locales compiten en campeonatos de índole nacional.
El 16 de octubre de 2009 Club Atlético y Biblioteca Newell´s Old Boys de Laguna Larga inauguró el nuevo y moderno estadio de bochas (cuatro canchas sintéticas y vestuarios) todo con una gran calidad.

### Tenis

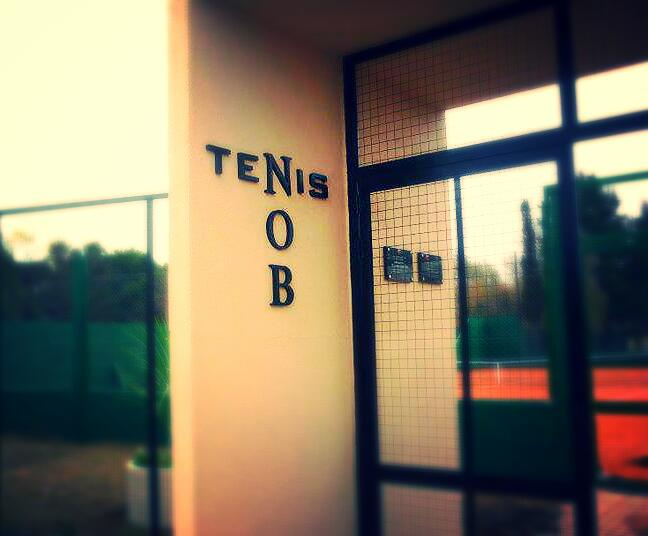
Portón Tenis NOB.

El deporte de raqueta también tiene lugar en Newell’s de laguna Larga.
Por el mes de junio del 2011 la Subcomisión de Tenis del club, deja inaugurada las obras de la nueva sede social que da lugar al desarrollo, enseñanza, práctica y confraternización.

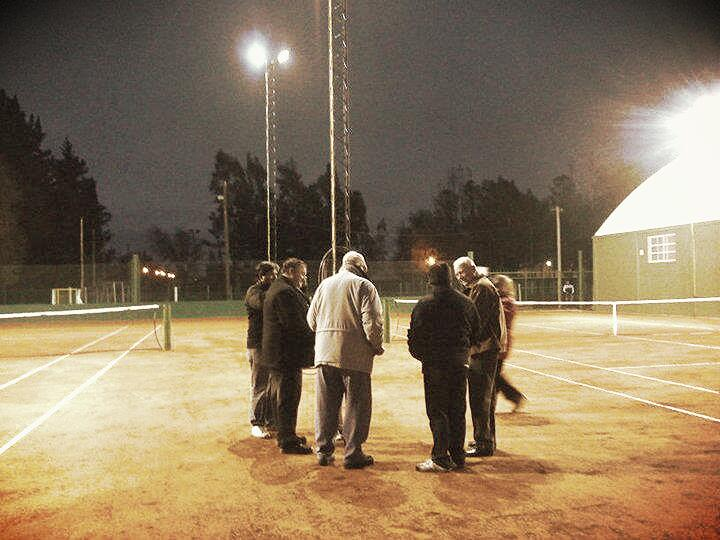
Día de inauguración.

Las dos canchas de polvo de ladrillo se encuentran emplazadas en el complejo de tenis “Francisca Valinotti”.

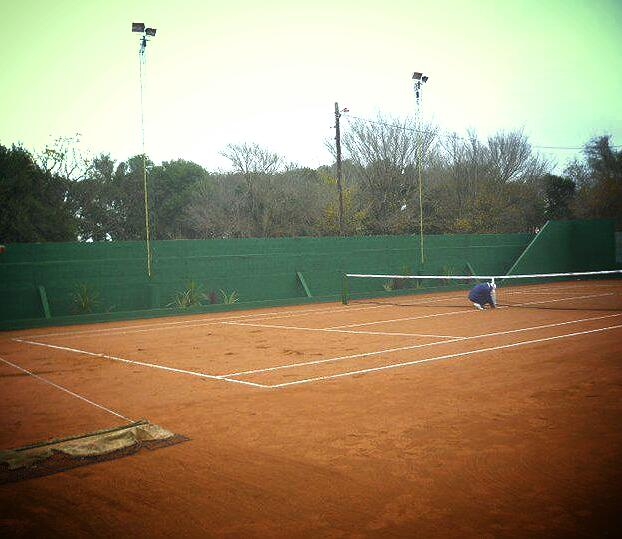
Cancha N.º 1 Polvo de Ladrillo.

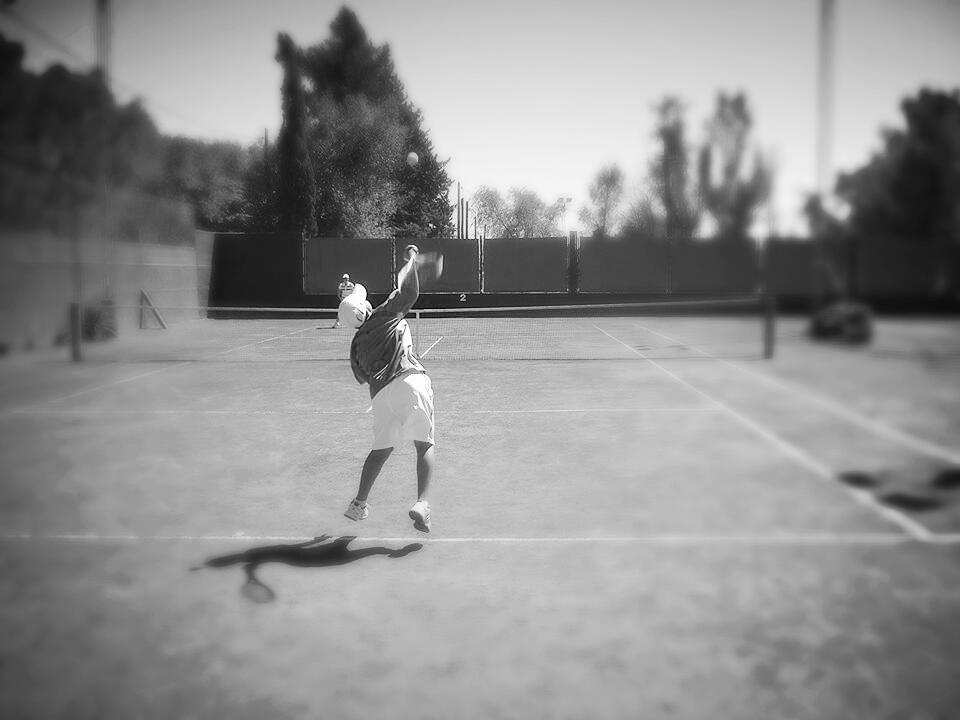
En Acción.

### Carnavales provinciales
En 1967 nace la primera Comisión de Carnaval, que luego dará como frutos a ingresos económicos y grandes fiestas. Inicialmente, los corsos de Laguna Larga poseían incidencia provincial y nacional, llegándose a denominar la localidad como capital provincial del carnaval.
Desde entonces, y hasta los años '80, se presentó la comparsa Isunu, de la localidad de Ituzaingo. Además de esta, por los carnavales de Laguna Larga, transitaron un gran número de comparsas, entre ellas: Marumba de Entre Ríos, Porasi de Entre Ríos y Derrumba de Santa Fe, entre otras.
En el año 1984, bajo la presidencia de Roberto Boldú, se consiguió batir un récord en asistencia con 7000 personas. La recaudación de una de las noches, posteriormente, se le entregó al Gobernador de la provincia, para que sea usada con fines benéficos.
Con el paso del tiempo los carnavales de Laguna Larga cobraron gran trascendencia. Esto, llevó a que el Gobierno de la provincia de Córdoba 
conjuntamente con el Consejo de Educación y Cultura, el 22 de febrero de 1985 lo declarara de interés provincial.

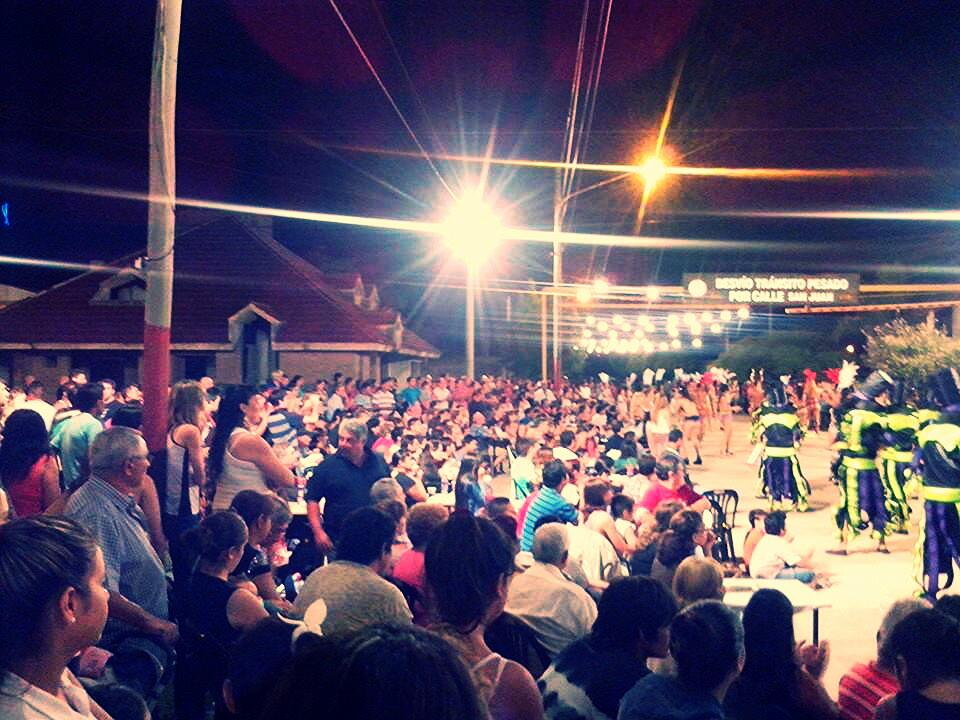
Concurrencia popular al Carnaval.

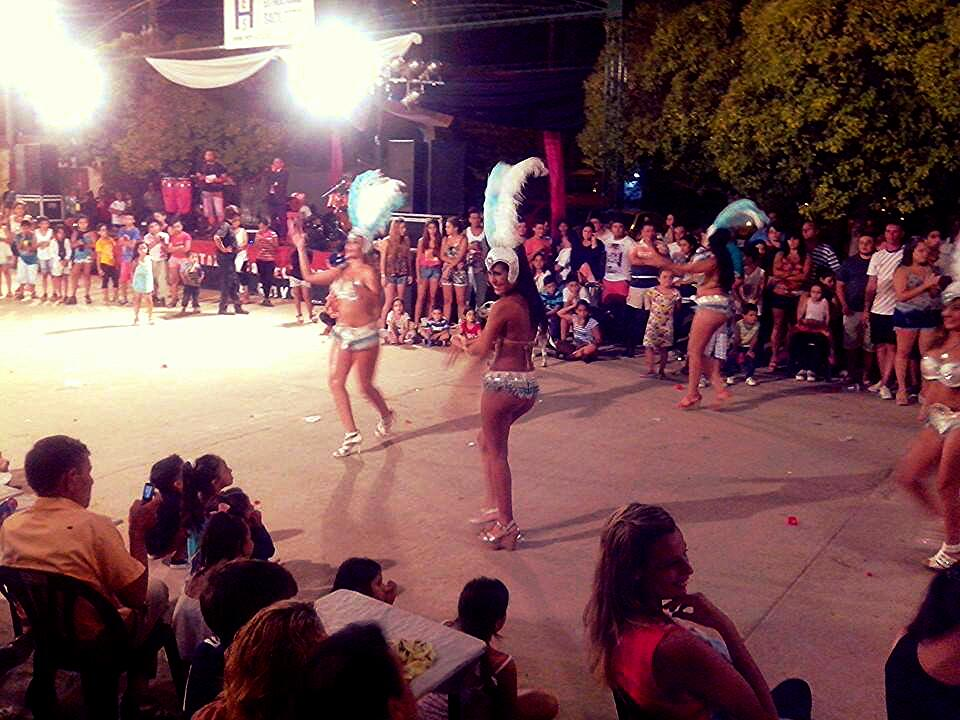
Comparsas en el Carnaval.

## Personas destacadas
- Juan Verdichio: fundador de la Liga Independiente de Fútbol.
- Juan Galán: fundador de la Asociación Independencia de Bochas.[2]
- Luis Galán: Presidente de la Liga Riotercerense de Fútbol.
- Luis Sopranzi: Presidente de la Liga Independiente de Fútbol y miembro del Consejo Federal de Fútbol (AFA).
- José Ferreyra: Presidente de la Asociación Independencia de Bochas y árbitro en el Mundial de Bochas.
- Juan Pablo Abendaño jugador de fútbol profesional. Militó en Talleres, Los Andes, Kaiserisport de Turquía donde se corona Campeón del Torneo Local, Gimnasia de Jujuy etc.
- Paulo Dybala: Futbolista que inició su carrera deportiva en el club.[8]

## Palmarés

### Era Profesional
- Primera División LIF (9) Copa Challenger, Copa del año 2004 y Copa del año 2006 "Martin Acuña" (1):[9]

## Entrenadores

### Equipo técnico 2016
Actualizado a 01/06/2016
- Director técnico:
 Walter Obregón
- Ayudantes de campo:
- Preparadores físicos:
- Médicos:

Lista de Directores Técnicos que pasaron por el club
- Daniel Giraudo
- Enrique Nieto
- Mario Alvarracin
- Walter Obregón